# فلافيوس هانيبليانوس
فلافيوس هانيبليانوس (315م - 337م)، هو سياسي ونبيل روماني من القرن الرابع الميلادي، هو ابن فلافيوس دالماتيوس الأخ الغير الشقيق للإمبراطور قسطنطين العظيم وحفيد الإمبراطور قسطنطين كلوروس. زوجه الإمبراطور قسطنطين من ابنته قنسطنطينا. وعده باعطائه لقب القيصر ولقب ملك ملوك البنط في حال تمكن من هزيمة الفرس، وهي الحملة ألتي لم تحدث بسبب وفاة الإمبراطور في مايو 337. قتل بعد ذلك في ظروف غامضة مع والده وشقيقه دالماتيوس ويعتقد أنها جاءت بأوامر من الإمبراطور قنسطانطيوس الثاني.